# Nazareth
|  | Per a altres significats, vegeu «Nazareth (desambiguació)». |

Nazareth és un municipi belga de la província de Flandes Oriental a la regió de Flandes.

## Seccions
| #  | Nom      | Superfície (km²) | Població (01/01/2006) |
| -- | -------- | ---------------- | --------------------- |
| I  | Nazareth | 25,71            | 6.339                 |
| II | Eke      | 9,48             | 4.592                 |

## Situació
- a. De Pinte
- b. Zevergem (De Pinte)
- c. Semmerzake (Gavere)
- d. Asper (Gavere)
- e. Ouwegem (Zingem)
- f. Kruishoutem
- g. Petegem-aan-de-Leie (Deinze)
- h. Astene (Deinze)
- i. Deurle (Sint-Martens-Latem)